# サッレ
サッレ（イタリア語: Salle）は、イタリア共和国アブルッツォ州ペスカーラ県にある、人口約300人の基礎自治体（コムーネ）。

## 地理

### 位置・広がり

#### 隣接コムーネ
隣接するコムーネは以下の通り。
- ボロニャーノ
- カラマーニコ・テルメ
- コルフィーニオ (AQ)
- プラートラ・ペリーニャ (AQ)
- ロッカカザーレ (AQ)
- スルモーナ (AQ)
- トッコ・ダ・カザウリア